# Авезан
Авеза́н (фр. Avezan) — коммуна во Франции, находится в регионе Юг — Пиренеи. Департамент — Жер. Входит в состав кантона Сен-Клар. Округ коммуны — Кондом.
Код INSEE коммуны — 32023.

## География
Коммуна расположена приблизительно в 570 км к югу от Парижа, в 65 км северо-западнее Тулузы, в 31 км к северо-востоку от Оша.
На западе коммуны протекает река Арратс.

## Климат
Климат умеренно-океанический. Лето жаркое и немного дождливое, температура часто превышает 35 °С. Зимой часто бывает отрицательная температура и ночные заморозки. Годовое количество осадков — 700—900 мм.

## Население
Население коммуны на 2010 год составляло 75 человек.
| 1962 | 1968 | 1975 | 1982 | 1990 | 1999 | 2010 |
| ---- | ---- | ---- | ---- | ---- | ---- | ---- |
| 115  | 99   | 84   | 77   | 83   | 84   | 75   |

## Администрация
| Период | Период | Фамилия     | Партия       | Примечания |
| ------ | ------ | ----------- | ------------ | ---------- |
| 2001   | 2020   | Жоэль Дюрре | Разные левые |            |

## Экономика
В 2010 году среди 43 человек трудоспособного возраста (15-64 лет) 35 были экономически активными, 8 — неактивными (показатель активности — 81,4 %, в 1999 году было 64,4 %). Из 35 активных жителей работали 30 человек (17 мужчин и 13 женщин), безработных было 5 (3 мужчин и 2 женщины). Среди 8 неактивных 1 человек был учеником или студентом, 6 — пенсионерами, 1 был неактивным по другим причинам.

## Достопримечательности
- Замок Авезан[фр.] (XIII век). Исторический памятник с 1984 года[4]

## Фотогалерея

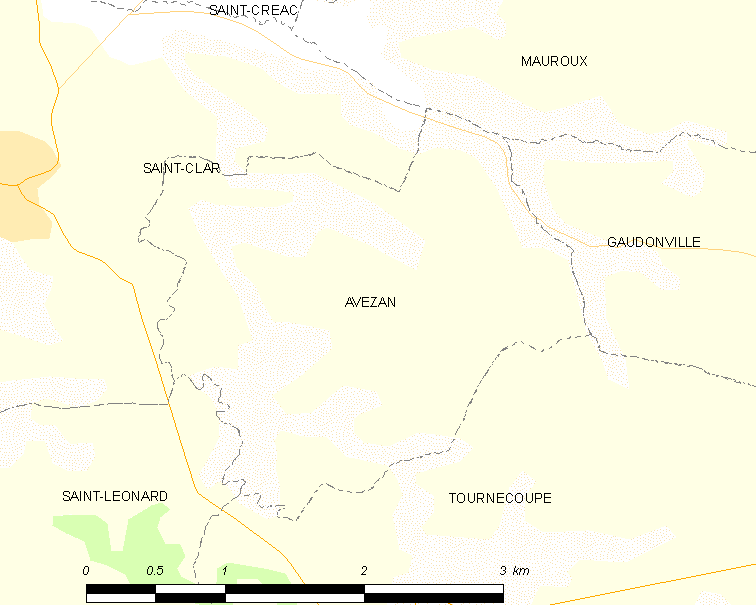
Карта коммуны